# Estación de Sant Pau / Dos de Maig
Sant Pau | Dos de Maig, anteriormente llamada Hospital de Sant Pau, es una estación de la línea 5 del Metro de Barcelona situada debajo de la calle Industria en el distrito del Ensanche de Barcelona.
La estación se inauguró en 1970 como parte de la Línea V y con el nombre de Dos de Mayo. En 1982 con la reorganización de los números de líneas y cambios de nombre de estaciones pasó a ser una estación de la línea 5, y cambió su nombre por el de Hospital de Sant Pau, nombre en catalán del Hospital de San Pablo. Más tarde, el 17 de julio de 2009, cambió su nombre por el actual de Sant Pau | Dos de Maig, al tiempo que la estación de Guinardó de la línea 4 cambió su nombre por el de Guinardó | Hospital de Sant Pau.
| << cabecera     | < estación      | línea | estación >     | cabecera >>   |
| --------------- | --------------- | ----- | -------------- | ------------- |
| Metro           |                 |       |                |               |
| Cornellà Centre | Sagrada Familia |       | Camp de l'Arpa | Vall d'Hebron |